# Alexis-Henri-Marie Lépicier
Alexis-Henri-Marie Lépicier (Vaucouleurs, 28 febbraio 1863 – Roma, 20 maggio 1936) è stato un cardinale e arcivescovo cattolico francese.

## Biografia
Lépicier nacque a Vaucouleurs, Francia. Entrò nell'Ordine dei Servi di Maria il 1º marzo 1878 a Londra. Frequentò il Seminario di Saint-Sulpice a Parigi e la Pontificia Università Urbaniana a Roma. Ordinato presbitero il 19 settembre 1885 a Londra, servì come maestro di novizi dal 1890 fino al 1892 e fu chiamato, su desiderio di papa Leone XIII alla cattedra di Teologia dogmatica di questa stessa università dal 1892 fino al 1913. Servì come rettore del collegio internazionale Sant'Alessio Falconieri dei Servi di Maria a Roma dal 1895 fino al 1913 e divenne priore generale dell'Ordine nel 1901. Fu nominato legato pontificio per la Scozia da papa Pio X e visse in Scozia dal 1912 al 1913.

### Arcivescovo
Nominato arcivescovo titolare di Tarso il 22 maggio 1924 e successivamente, l'11 giugno 1924, legato pontificio per le diocesi delle Indie Orientali che dipendevano da Propaganda Fide. Servì anche come legato pontificio in Abissinia ed Eritrea nel 1927.

### Cardinale
Creato cardinale presbitero di Santa Susanna da papa Pio XI nel concistoro del 19 dicembre 1927, ricevette in seguito la nomina di prefetto della Congregazione per i religiosi nel 1928. Lascerà questa carica l'ultimo giorno del 1935. La sua dipartita avverrà il 20 maggio dell'anno successivo.

## Genealogia episcopale
La genealogia episcopale è:
- Cardinale Scipione Rebiba
- Cardinale Giulio Antonio Santori
- Cardinale Girolamo Bernerio, O.P.
- Arcivescovo Galeazzo Sanvitale
- Cardinale Ludovico Ludovisi
- Cardinale Luigi Caetani
- Cardinale Ulderico Carpegna
- Cardinale Paluzzo Paluzzi Altieri degli Albertoni
- Papa Benedetto XIII
- Papa Benedetto XIV
- Papa Clemente XIII
- Cardinale Marcantonio Colonna
- Cardinale Giacinto Sigismondo Gerdil, B.
- Cardinale Giulio Maria della Somaglia
- Cardinale Carlo Odescalchi, S.I.
- Cardinale Costantino Patrizi Naro
- Cardinale Lucido Maria Parocchi
- Papa Pio X
- Papa Benedetto XV
- Cardinale Willem Marinus van Rossum, C.SS.R.
- Cardinale Alexis-Henri-Marie Lépicier, O.S.M.